# Jin Ikoma
Jin Ikoma (生駒 仁 Ikoma Jin?), född 1 juli 1999 i Kagoshima prefektur, är en japansk fotbollsspelare.
Ikoma började sin karriär 2018 i Yokohama F. Marinos. 2018 flyttade han till Kataller Toyama. 2019 flyttade han till Giravanz Kitakyushu.